# Корбин
Корбин (на английски: Corbenic, Carbonek или Corbin) е легендарен замък в „Неизвестната страна“, владение на наследниците на Йосиф Ариматейски. В този замък се е пазел Светият Граал. По времето на крал Артур замъка и страната се управлявали от крал Пелей, бащата на Елейн - съпругата на Ланселот и майка на Галахад. Владетелите на Корбин са наричани още Хроми крале заради Пагубния удар.

## Спорове около името
Някои изследователи считат, че Корбин (Corbin) е светско място, където живее крал Пелей, Елейн и е родно място на Галахад, а Карбонек (Carbonek) е мистично място, т.е. че става дума за различни замъци, а не само варианти на изписване на названието на замъка.

## Произход на думата
Около произхода на думата има изказани различни мнения. Според едни името иде от старофренското cor beneoit, т.е. рог на изобилието, благословен рог. Според други иде от corbin – врана. Според трети иде от келтското Caerbannog, т.е. „Горна крепост“.

## Друго название на замъка
Кретиен дьо Троа в „Пърсифал или повест за Граала“ въобще не споменава име на замъка.
Малори в „Смъртта на крал Артур“ нарича замъка Карбонек или Корбин.
Волфрам фон Ешенбах нарича замъка, в който се намира Граала Менсалвеш (нем. Munsalväsche, от фр. Monsalvage – „дива гора“.